# Grêmio Foot-Ball Porto Alegrense
Grêmio Foot-Ball Porto Alegrense, poznat kao Grêmio, brazilski je nogometni klub iz brazilske savezne države Rio Grande do Sul iz grada Porto Alegre. 
Godine 2016. natječu se u Série A, najvišem razredu brazilskog nogometnog ligaškog natjecanja. Domaće utakmice igraju na stadionu Arena do Grêmio. Također se natječu u Campeonato Gaúcho, najvišoj državnoj ligi brazilske savezne države Rio Grande do Sul.
Grêmio su osnovali engleski i njemački useljenici 15. rujna 1903. godine. Najveći naslovi koji je osvojio su Interkontinentalni kup, dvije Cope Libertadores de América, dva brazilska državna prvenstva i četiri brazilska kupa. Grêmio igra u trobojnom dresu. Majica je plavih, crnih i bijelih pruga, hlačice su crne i čarape su bijele.

## Klupski uspjesi

### Domaći uspjesi

#### Nacionalna natjecanja
- Campeonato Brasileiro Série A: 2

1981., 1996.
doprvak: 1982., 2008., 2013.
- Campeonato Brasileiro Série B: 1

2005.
- Copa do Brasil: 5

1989., 1994., 1997., 2001., 2016.
doprvak: 1991., 1993., 1995.
- Supercopa do Brasil: 1

1990.

#### Regionalna natjecanja
- Copa Sul: 1

1999.
- Campeonato Sul-Brasileiro: 1

1962.

#### Prvenstvo savezne države
- Campeonato Gaúcho: 36

1921., 1922., 1926., 1931., 1932., 1946., 1949., 1956., 1957., 1958., 1959., 1960., 1962., 1963., 1964., 1965., 1966., 1967., 1968., 1977., 1979., 1980., 1985., 1986., 1987., 1988., 1989., 1990., 1993., 1995., 1996., 1999., 2001., 2006., 2007., 2010.
doprvak: 1919., 1920., 1925., 1930., 1933., 1935., 1961., 1969., 1970., 1971., 1972., 1973., 1974., 1975., 1976., 1978., 1981., 1982., 1984., 1991., 1992., 1997., 2000., 2009., 2011., 2014.
- Copa FGF: 1

2006.

#### Gradska natjecanja
- Campeonato Citadino de Porto Alegre: 26

1911., 1912., 1914., 1915., 1919., 1920., 1921., 1922., 1923., 1925., 1926., 1930., 1931., 1932., 1933., 1935., 1937., 1938., 1939., 1946., 1949., 1956., 1957., 1958., 1959., 1960.

### Međunarodni uspjesi
Copa Libertadores de América:
- Prvak (2): 1983., 1995.
- Finalist (2): 1984., 2007.

Recopa Sudamericana:
- Prvak (1): 1996.

Interkontinentalni kup:
- Prvak (1): 1983.
- Finalist (1): 1995.

## Plasmani u Campeonato Brasileiro Série A
| God.  | Plasman | God.  | Plasman | God.  | Plasman | God.  | Plasman | God.  | Plasman |
| ----- | ------- | ----- | ------- | ----- | ------- | ----- | ------- | ----- | ------- |
| 1971. | 6.      | 1981. | 1.      | 1991. | 19.     | 2001. | 5.      | 2011. | 12.     |
| 1972. | 10.     | 1982. | 2.      | 1992. | –       | 2002. | 3.      | 2012. | 3.      |
| 1973. | 5.      | 1983. | 14.     | 1993. | 11.     | 2003. | 20.     | 2013. | 2.      |
| 1974. | 5.      | 1984. | 3.      | 1994. | 11.     | 2004. | 24.     | 2014. | 7.      |
| 1975. | 14.     | 1985. | 18.     | 1995. | 15.     | 2005. | –       | 2015. | 3.      |
| 1976. | 6.      | 1986. | 16.     | 1996. | 1.      | 2006. | 3.      |       |         |
| 1977. | 13.     | 1987. | 5.      | 1997. | 14.     | 2007. | 6.      |       |         |
| 1978. | 6.      | 1988. | 4.      | 1998. | 8.      | 2008. | 2.      |       |         |
| 1979. | 22.     | 1989. | 11.     | 1999. | 18.     | 2009. | 8.      |       |         |
| 1980. | 6.      | 1990. | 3.      | 2000. | 4.      | 2010. | 4.      |       |         |

## Vanjske poveznice
- Službene stranice
- Twitter
- Geral do Grêmio  Arhivirana inačica izvorne stranice od 1. studenoga 2020. (Wayback Machine)
- Neslužbene medijske stranice
- Zbirka memorabilija Gianfranca Spolaorea  Arhivirana inačica izvorne stranice od 22. siječnja 2021. (Wayback Machine)